# دوان لئوس
دوان لئوس (به انگلیسی: Devan Leos) یک بازیگر آمریکایی است که بیشتر برای ایفای نقش «آلن دیاز» در مجموعه پزشکان قهرمان شناخته شده‌است.

## زندگی و فعالیت هنری
دوان لئوس در ۱۳ اوت سال ۱۹۹۸ در ایالت کالیفرنیا ایالات متحده به دنیا آمد و فعالیت خود را به عنوان بازیگر در سنین جوانی آغاز کرد. در آغاز، او عمدتاً در تولیدات تبلیغاتی رادیو و تلویزیون بازی می‌کرد ولی مدتی بعد به کار در بخش فیلم و تلویزیون رو آورد. او در ابتدا در تبلیغات مایکروسافت ،بازی برخط چندنفره گسترده ظاهر شد و در سال ۲۰۱۰ اولین حضور قابل توجه خود را در تلویزیون در نقش هنری در The Middle انجام داد و در سه قسمت از فصل اول و یک قسمت از فصل سوم ایفای نقش کرد.
در همان زمان، لئوس در سال ۲۰۱۱ نیز در به عنوان نقش مهمان در یک قسمت از سریال شبکه نیکلودئون آی کارلی نقش یک پسر ده ساله و در ۲ قسمت از سریال کانال دیزنی جسی ، نقش ترور بازی کرد و شخصیت کمدی بیلی را در سریال کمدی L! Fe Happens - The Life! به کارگردانی کت کویرو و فیلمنامه کریستن ریتر ایفای نقش کرد. او علاوه بر کار در فیلم و تلویزیون، به عنوان بازیگر تئاتر نیز فعالیت دارد.
در سال ۲۰۱۲ او در فیلم کوتاه Dream Cleaners و همچنین در کمدی تایلر پری، حفاظت از شاهد مدیا در نقش کوتاهی ظاهر شد. او در تابستان سال ۲۰۱۱ در پایلوت سریال Gulliver Quinn ایفای نقش کرد اما به دلایلی سریال کنسل شد. علاوه بر این، دوان لئوس برای اولین بار در سال ۲۰۱۲ در سریال جوانان آستین و آلی مورد استفاده قرار گرفت و نقشی را به عهده گرفت که سال بعد نیز در یک قسمت دیده شد. وی همچنین نقش صداپیشگی را در بازی ویدیویی بازگشت لایتنینگ: فاینال فانتزی ۱۳ اجرا کرد که در سال ۲۰۱۳ وارد بازار شد. موفقیت واقعی او در سال ۲۰۱۳ رخ داد، اما پس از حضور در یک اپیزود از مجموعه تلویزیونی Deadtime Stories و ماروین ماروین و همچنین در فیلم The Pretty One توسط جنی لامارک و فیلم Grave Secrets اثر دیوید هیلنبرند کم‌کم مورد توجه قرار گرفت.
در سال ۲۰۱۳ تا ۲۰۱۵، لئوس بازیگر نقش اصلی آلن دیاز در مجموعه پزشکان قهرمان بود و در ۴۱ از ۴۴ قسمت دیده شد.